# Contea di Danyang
La contea di Danyang (Danyang-gun; 단양군; 丹陽郡) è una delle suddivisioni della provincia sudcoreana del Nord Chungcheong.